# ラヴ・シーカー CAN'T STOP IT
「ラヴ・シーカー CAN'T STOP IT」（ラブ・シーカー キャント・ラブ・イット）は、VisioNの通算2枚目のシングル（20世紀Jr.からの派生シングルと考えると通算5枚目）。1992年4月29日にヴァージン・ジャパンよりリリース。

## 解説
前作「君を探して」より約1ヵ月後のリリース。テレビアニメ『らんま1/2熱闘編』オープニングテーマ。
アルバム『VisioN-II』に収録されている他、『らんま1/2 開幕的主題歌集』（1992年10月21日リリース）や『らんま1/2 TVテーマソングス コンプリート』（1999年3月17日リリース）等に収録されている。

## 収録曲
1. ラヴ・シーカー CAN'T STOP IT [5:09]
作詞：MITSUKO KOMURO／作曲：MIYABI、YUKI、TERU、TAKE／編曲：VisioN
  - テレビアニメ『らんま1/2熱闘編』オープニングテーマ
2. ラヴ・シーカー CAN'T STOP IT（ロマンティック・ヴァージョン） [5:07]
※いわゆるカラオケバージョン

| テレビアニメ『らんま1/2熱闘編』オープニングテーマ 1992年4月3日 - 1992年9月25日 |                                         |         |
| 前作: 瀬能あづさ 「もう泣かないで」                                            | VisioN 「ラヴ・シーカー CAN'T STOP IT」 | 次作: - |